# Панівецька сільська рада (Кам'янець-Подільський район)
Паніве́цька сільська́ ра́да — адміністративно-територіальна одиниця та орган місцевого самоврядування в Кам'янець-Подільському районі Хмельницької області. Адміністративний центр — село Панівці.

## Загальні відомості
Панівецька сільська рада утворена в 1992 році.
- Територія ради: 9,22 км²
- Населення ради: 1 655 осіб (станом на 2001 рік)
- Територією ради протікає річка Смотрич

## Населені пункти
Сільській раді підпорядковані населені пункти:
- с. Панівці
- с. Зубрівка
- с. Цибулівка

## Склад ради
Рада складається з 16 депутатів та голови.
- Голова ради: Костюк Анатолій Миколайович
- Секретар ради: Кушнір Валентина Володимирівна

### Керівний склад попередніх скликань
| Прізвище, ім'я, по батькові | Основні відомості                                                               | Дата обрання | Дата звільнення |
| --------------------------- | ------------------------------------------------------------------------------- | ------------ | --------------- |
| Костюк Анатолій Миколайович | Сільський голова, 1959 року народження, освіта середня спеціальна, безпартійний | 26.03.2006   | 31.10.2010      |
| Костюк Анатолій Миколайович | Сільський голова, 1959 року народження, освіта середня спеціальна, безпартійний | 31.10.2010   |                 |

Примітка: таблиця складена за даними сайту Верховної Ради України

### Депутати
За результатами місцевих виборів 2010 року депутатами ради стали:

#### За суб'єктами висування
| Суб'єкт висування               | Кількість обраних депутатів | %    |
| ------------------------------- | --------------------------- | ---- |
| Самовисування                   | 10                          | 62,5 |
| Народна партія                  | 2                           | 12,5 |
| Партія регіонів                 | 2                           | 12,5 |
| Політична партія «Наша Україна» | 1                           | 6,3  |
| Політична партія «Фронт Змін»   | 1                           | 6,3  |

#### За округами
| № округу                        | Прізвище, ім'я, по батькові     | Дата визнання обраним | Освіта             | Партійна приналежність | Відомості про обраного депутата                              |
| ------------------------------- | ------------------------------- | --------------------- | ------------------ | ---------------------- | ------------------------------------------------------------ |
| Народна Партія                  |                                 |                       |                    |                        |                                                              |
| 5                               | Кобець Надія Дмитрівна          | 12.11.2010            | середня спеціальна | позапартійна           | Пановецька загальноосвітня школа І-ІІІ ст., кухар            |
| 13                              | Скалевський Василь Григорович   | 12.11.2010            | середня            | позапартійний          | тимчасово не працює                                          |
| Партія регіонів                 |                                 |                       |                    |                        |                                                              |
| 4                               | Твердохліб Наталія Василівна    | 12.11.2010            | середня спеціальна | позапартійна           | Пановецька сільська рада, головний бухгалтер                 |
| 11                              | Оліневич Анатолій Володимирович | 12.11.2010            | вища               | член Партії регіонів   | ТЗОВ «Комбінат будівельних матеріалів», генеральний директор |
| Політична партія «Наша Україна» |                                 |                       |                    |                        |                                                              |
| 3                               | Кушнір Валентина Володимирівна  | 12.11.2010            | середня спеціальна | позапартійна           | Пановецька сільська рада, секретар                           |
| Політична партія «Фронт Змін»   |                                 |                       |                    |                        |                                                              |
| 14                              | Шкробот Генадій Вікторович      | 12.11.2010            | вища               | позапартійний          | тимчасово не працює                                          |
| Самовисування                   |                                 |                       |                    |                        |                                                              |
| 1                               | Архіпов Віктор Миколайович      | 12.11.2010            | середня            | позапартійний          | Пановецький будинок культури, художній керівник              |
| 2                               | Просяний Василь Леонідович      | 12.11.2010            | середня            | позапартійний          | тимчасово не працює                                          |
| 6                               | Котляр Лариса Стахівна          | 12.11.2010            | середня спеціальна | позапартійна           | Кам'янець-Подільська міська лікарня № 2, медсестра           |
| 7                               | П'ятковська Лариса Анатоліївна  | 12.11.2010            | вища               | позапартійна           | Управління праці соц. захисту, працівник                     |
| 8                               | Худик Наталія Миколаївна        | 12.11.2010            | середня спеціальна | позапартійна           | Пановецька сільська рада, землевпорядник                     |
| 9                               | Костюк Людмила Миколаївна       | 12.11.2010            | середня спеціальна | позапартійна           | Пановецька сільська рада, касир                              |
| 10                              | Чорна Леоніда Володимирівна     | 12.11.2010            | середня спеціальна | позапартійна           | ТЗОВ «Поділля ТрагнсБуд», деспечер                           |
| 12                              | Белінський Олександр Борисович  | 12.11.2010            | середня спеціальна | позапартійний          | ТЗОВ ПКУ, водій                                              |
| 15                              | Яцечко Віктор Павлович          | 12.11.2010            | середня            | позапартійний          | тимчасово не працює                                          |
| 16                              | Павлуцький Ігор Миколайович     | 12.11.2010            | середня            | позапартійний          | Кам-Под МРЕМ., водій                                         |